# The Hockey Song
The Hockey Song är en känd ishockeylåt från Kanada, den skrevs och sjöngs ursprungligen av den kanadensiske vissångaren Stompin' Tom Connors och spelas i många ishallar i Kanada. Låten dök upp för första gången 1973 på Stompin' Tom Connors album Stompin Tom and the Hockey Song.
Coverversioner har spelats in av många artister och grupper, bland annat Corb Lund Band och The Hanson Brothers. En sådan coverversion användes som titelmelodi för TV-serien Power Play på CTV under Power Play på 1990-talet.